# プラズマライン (ゲーム)
プラズマライン (PLAZMALINE) は、テクノソフトが1980年代半ばに販売していた、8ビットパソコン（→8ビット御三家）向けのコンピュータゲーム（宇宙レースゲーム）である。

## 概要
日本で最初にポリゴンをコンピュータゲームに使用したゲームと推測される。作者は吉村功成。開発期間は3ヶ月という突貫作業だったという。
PC-8800シリーズやFM-7/FM-77向けで1984年に発売され、他にMZ-2200、X1シリーズといった演算能力も高い主要な人気機種以外に、廉価版で能力的にも限定された物に過ぎなかったホビーパソコンであるPC-6001mkIIにまで移植され、従来のワイヤーフレームに拠らない3次元・立体表現で、かつリアルタイムのレースゲームに仕上げた技術力は、今日でもインターネットコミュニティ上を中心に語り継がれるほどである。隕石の描画は光源演算もされており、日本におけるリアルタイムポリゴンゲームのはしりといえる作品である。これらの技術は、ウィバーン、スタークルーザーへとつながっていく。

### ゲーム内容
プラズマドライブを搭載したスターシップで、恒星系内を巡回するレースゲームである。チューブ状にシールドされたコースを飛行するが、途中のチェックポイントを通過しながら進む。空間中には小惑星や障害物があり、これをかわしながら飛行するが、その他にも宇宙海賊「ジャッカーズ」の襲撃や、また他のレース参加宇宙船からの妨害もある。この他、飛行用の推進剤やシールド用エネルギーも所々に設置されていたり、レースオフィシャルの宇宙艦隊の戦艦から補給を受けられることもある。
プレイヤーは、他の参加宇宙船を追い抜き、また様々な障害で破壊される事無く、あるいは推進剤切れを起こさずにゴールを目指す。

### ストーリー
宇宙歴2384年、紛争の時代を終え平和な日々が続く銀河系では、プラズマドライブ装備のスターシップによるレースが人々の人気を集めていた。その中でも最大に規模・人気を誇るレースが、バルシア星系で開催される「プラズマライン」である。この名前は、第64大会を観戦したTS-9星系オミート皇帝が、プラズマドライブの航跡の美しさに感嘆して命名したとされている。このレースに太陽系チームは1024回大会にて初参加となったが、彼等が持ち込んだスターシップは予選から驚異的な性能を見せつけ、早くも優勝候補に数えられる存在となっていた。しかしこれを面白く思っていないチームもあり、特にかつて太陽系と敵対関係にあったオーン星系などは、密かに妨害工作を企てていると噂されていた。大会当日、その噂は真実となった。各チームのスターシップが一斉に飛び立つ中、太陽系チームのスターシップだけがスタートを切れなかった。エンジンに何者かが細工を施したことにより過負荷となり、安全装置が働いたのが原因である。急いでスターシップを修復し終えたときには、もう他のスターシップは遥か彼方に飛び去っていた。しかし太陽系チームはレースをあきらめずにスタートし、最後尾から追い上げる。

## ルール
基本的に、自レースシップには推進剤とシールドエネルギーの二つがあり、推進剤は加速や姿勢制御すると徐々に減り、シールドエネルギーは周囲のチューブや隕石・障害物・他のレースシップや海賊船などからの攻撃に接触すると減少する。推進剤が切れてもシールドエネルギーが切れても、その時点で失格となる。
チェックポイントは必ず低速で通過しなければならず、通過しないとコースアウトとなる。
レースであるため最終ゴールを一位で突破しなければかつことはできない。

### スピードについて
プレイヤー機は、スピードを最大520（単位不明）まで上げることが可能で、後ろ向き（バック）も最大100まで可能である。
スピードによって航行状態が区分けされており、0の場合は「*HALT*」、100未満の状態では「SAFETY」、100以上が「NORMAL」、200以上が「*HIGH*」、500以上が「*MAX.*」と表示される。
アイテムの取得やチェックポイントへの到着を成功させるためには「SAFETY」状態である必要がある。

### 武器の所持・使用
コース内には、武器アイテムが特定の場所に存在する。
武器を取得すると、発射キーにより武器を使用することが可能で、これで障害物や妨害する船を破壊することができる。
ただし、レースのルールとしては武器の所持・使用は禁止のため、武器を所持したままチェックポイントに到着すると「weapon penalty retire」と表示され失格となってしまう。これを防ぐには、チェックポイントに入る前に武器を使い切れば良い。

## 参加チームとシップ名
- 太陽系（クェーサーRS2）…プレイヤーが所属するチーム。
- ランタ星系（ピーク・ルーダ）…のんびりした性格の人種が多く、太陽系とは比較的友好関係にある。
- ルシファ星系（ジーフ）…銀河系の中でも特に評判の悪い星系。太陽系との関係も悪く、今大会でエイリゴン星系と手を組んだとも噂されている。
- アイロア星系（リーサット）…西銀河でも特に明るい性格の人種が多い星系。銀河急便運送のベテラン・パイロットがスターシップの操縦を担う。
- リジアン星系（タバルト）…他の星系と交流を断っている、不気味な星系。しかしなぜかプラズマラインには毎回参加してくる。
- エイリゴン星系（ルーフ・ガ・リオ）…銀河連邦艦隊とかつて死闘を繰り広げた歴史を持つ星系。プラズマラインでは実力で勝負してはいるが、裏では何をしてくるかわからない。
- バルシア星系（カノプス）…レース開催地である、バルシア星系の代表チーム。
- オーン星系（オブザップ・ワス）…かつて「サンダーフォース作戦」により、太陽系から猛攻に晒された星系。軍事国家であり、スターシップも試作体当たり攻撃機を改造したものとなっている。
- シェーダ星系（ヴァクセル）…家庭用照明機器を主要産業とする星系。先進的な照明装置を備え、暗黒星雲での飛行に威力を発揮するスターシップを持ち込んでいる。
- テタント星系（ヤークス）…超一級品を作らなければ気が済まないという職人気質を特徴とする工業星系。彼等が生み出したたった一隻のスターシップは、初参加以来24連勝中という快挙を成し遂げている。

## 同社の他の作品との関連
- レースオフィシャルの艦の中には「FIRE LEO」という名前の艦があり、プレイヤー機に武器を補充してくれる。FIRE LEOは同社「サンダーフォース」のプレイヤー機と同じ名前である。奇しくも「サンダーフォースIV」の中盤イベントにてSTYX (FIRE-LEO 03) の量産型がRYNEX (FIRE-LEO 04) に武装ユニットを補充するシーンがある。
- エイリゴンは、同社「スターフリート/B」の敵役でもある。